# Гарретт, Пэт
Па́трик Флойд «Пэт» Га́рретт (англ. Patrick Floyd «Pat» Garrett; 5 июня 1850 — 29 февраля 1908) — американский страж закона эпохи Дикого Запада, бармен, ковбой, охотник на бизонов и таможенный агент, известный больше всего тем, что убил знаменитого бандита Билли Кида. Он также был шерифом в городке Линкольн в Нью-Мексико.

## Биография
Патрик Флойд Гарретт родился в 1850 году в Кассете, штат Алабама, но вырос на плантации в штате Луизиана, около Хейнсвилла в округе Клэйборн, на границе с Арканзасом, куда вскоре после его рождения переехала его семья. В 1869 году он ушёл из дома и отправился в Даллас, штат Техас, где стал ковбоем. В 1875 году он стал охотником на бизонов. В 1878 году Гарретт застрелил своего товарища-охотника, который бросился на него с топором из-за разногласий по поводу дележа убитых бизонов.
Вскоре Гарретт отправился в Нью-Мексико и недолгое время снова работал ковбоем, а затем открыл собственный салун. За свой высокий рост он получил от местных жителей прозвище Хуан Ларго (исп. Juan Largo, буквально — «Большой Джон»). В 1879 году он женился на Хуаните Гутьерес, которая умерла в этот же год. В 1880 году он женился на её сестре, Аполлинарии, и у них было девять детей.
7 ноября 1880 года Гарретт был назначен шерифом города Линкольн, штат Нью-Мексико. После назначения он сразу же приступил к розыску известного преступника Уильяма Генри Маккарти, более известного как Билли Кид, за которого губернатор Нью-Мексико, генерал Льюис Уоллес, обещал награду в 500 долларов.
23 декабря 1880 года Гарретту удалось арестовать Билли Кида, чему предшествовала схватка с его бандой (некоторые из членов банды были убиты Гарреттом за несколько дней до этого). Кид был осуждён, но 18 апреля 1881 года смог сбежать из тюрьмы Линкольна. Тем не менее, 14 июля 1881 года Гарретту всё-таки удалось снова настигнуть Кида, и на этот раз он его застрелил.

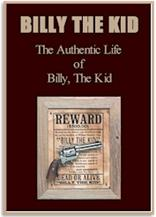
Обложка книги, 1882 год

В 1882 году истёк срок его полномочий шерифа. После этого Пэт Гарретт стал владельцем ранчо и написал книгу «Правдивая история Билли Кида». Он ещё несколько раз пытался избраться на должность шерифа в разных городах Нью-Мексико и на должность сенатора, но безуспешно. Через какое-то время его грубый нрав снизил его популярность в округе, и в 1884 году он уехал из Нью-Мексико, отправившись в Техас, где меньше месяца был капитаном «Техасских рейнджеров», вернувшись в Нью-Мексико в 1885 году и снова уехав в Техас в 1891 году.
В 1908 году Пэт Гарретт был застрелен во время спора из-за условий расторжения аренды его ранчо.

## В кино
- Пэт Гэрретт и Билли Кид (1973)
- Молодые стрелки 2 (1990)
- Малыш Кид (2019)
- Билли Кид (сериал, 2022 — …)